# Arma-Christi-Kreuz

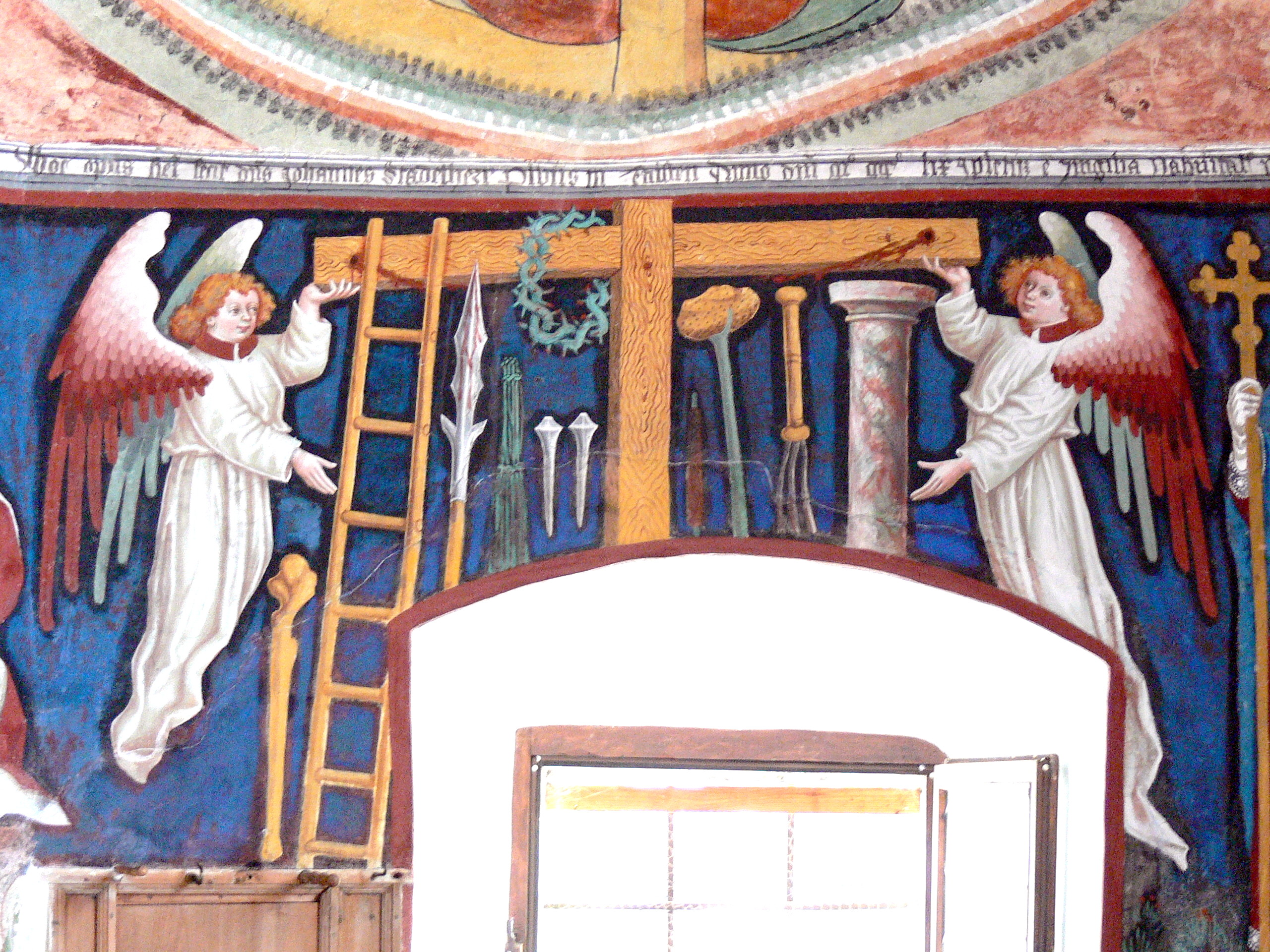
Fresko eines Arma-Christi-Kreuzes in St. Georg in Taisten, Leonhard von Brixen 1459

Ein Arma-Christi-Kreuz, auch Waffen-Christi-Kreuz oder Passionskreuz, bezeichnet in der Kunstgeschichte bzw. christlichen Ikonografie eine spezielle Form des Andachtsbildes.
Das lateinische Arma bedeutet „Waffen“ oder „Bewaffnung“ und bezeichnet hier die Leidenswerkzeuge bei der Kreuzigung Christi. Beim Arma-Christi-Kreuz handelt sich um ein Kreuz, bei dem statt des Korpus oder auch zusätzlich zu diesem Gegenstände, die sogenannten Leidenswerkzeuge (lateinisch: Arma Christi), abgebildet sind.
Um genügend Platz für die Darstellung der Leidenswerkzeuge zu haben, ist der Längsbalken eines Arma-Christi-Kreuzes gelegentlich sehr breit ausgeführt, oder das Kreuz hat zwei Querbalken.

## Geschichte
Bis zum 12./13. Jahrhundert dienten dargestellte Leidenswerkzeuge Christi als Zeichen seines Königtums und des Triumphes über den Tod. Ab dem 14. Jahrhundert ist ein Bedeutungswandel hin zum Andachtsbild des Schmerzensmannes zu beobachten; die dargestellten Leidenswerkzeuge galten nunmehr der Passionsfrömmigkeit, dem meditativen Betrachten der Passion Christi. Die ältesten bekannten Arma-Christi-Kreuzesdarstellungen sind Fresken aus dem Mittelalter. Plastische Arma-Christi-Kreuze kamen insbesondere seit der Zeit der Gegenreformation  im Barock auf. Die Kapuziner förderten diese Form des Andachtsbildes, sodass die Kreuze manchmal auch als „Kapuzinerkreuz“ bezeichnet werden.

## Ikonographische Attribute des Arma-Christi-Kreuzes
Die dargestellten Leidenswerkzeuge können variieren, es sind bei einem Arma-Christi-Kreuz zuweilen nur einige der ikonographischen Attribute des Leidens und Sterbens Christi dargestellt:
- die fünf Wunden Christi mit dem dornenumkränzten, vor Liebe entbrannten Heiligsten Herzen Jesu
- die dritte Hand am oberen Längsbalken symbolisiert die bewahrende Hand Gottes, des Vaters
- der Ysopzweig mit einem Schwamm, der in Essig oder Galle getaucht Christus am Kreuz zum Trunk gereicht wurde
- die Dornenkrone
- Fesseln
- Purpurmantel zum Gedächtnis an die Verspottung Christi (Mk 15,16-20 EU)
- oft werden zusätzlich zum Kreuz selbst drei lange Nägel dargestellt
- Hammer, Zange
- Hostien, zuweilen auch ein Kelch, als eucharistische Symbole
- Würfel, die darauf verweisen, dass nach der Kreuzigung um Christi Gewand gewürfelt wurde (Mk 15,24 EU)
- Hahn als Zeichen der Verleugnung durch Petrus (Mt 26,69-75 EU)
- Silberlinge oder Geldbeutel des Judas Iskariot
- Kanne oder Wasserschüssel als Symbol der Verurteilung durch Pontius Pilatus
- Schweißtuch der Veronika
- eine oder mehrere Lanzen oder Hellebarden, als Symbol der Gefangennahme und des Zufügens der Seitenwunde
- der Schädel Adams
- die Geißelsäule, die in der Ikonografie oft auf Darstellungen des Schmerzensmanns zu finden ist
- Rutenbündel oder Peitsche als Symbol der Geißelung
- Leiter für die Kreuzabnahme
- Totenhemd, Bahrtuch

## Vorkommen
Arma-Christi-Kreuze finden sich an Außenwänden von Kirchen und als Flurdenkmäler hauptsächlich in den katholischen Gebieten des süddeutschen Raumes, in Österreich, in Südtirol, in der Innerschweiz und in Frankreich, vereinzelt auch im Rheinland. Es gibt sie auch in kleinerer Form für Herrgottswinkel und Hausaltäre.
Diese spezielle Kreuzesdarstellung kommt auch als Siegel oder Wappen einiger katholischer Ordensgemeinschaften vor.
- Im Bayerischen Wald gibt es eine ganze Reihe von Arma-Christi-Kreuzen in Kapellen und an Hauswänden. Sie entstanden seit der Barockzeit und zeigen den Gekreuzigten umgeben von bis zu 40 verschiedenen Passionswerkzeugen und -symbolen. Einer der bedeutendsten Schöpfer solcher Werke war der 1880 im Alter von 83 Jahren verstorbene, in Wegscheid beerdigte Herrgottschnitzer Joseph Weidinger.
- Im oberbayerischen Landkreis Eichstätt gibt es mehrere Arma-Christi-Kreuze, insbesondere an Außenwänden von Kirchen, z. B. in Morsbach und in Haunstetten. Ein Arma-Christi-Kreuz als häusliches Andachtsbild ist im Domschatz- und Diözesanmuseum Eichstätt zu sehen. Westlich von Appertshofen, einem Ortsteil von Stammham (bei Ingolstadt), befindet sich ein großes, frei stehendes Arma-Christi-Kreuz als Flurkreuz.
- Im Oberpfälzer Freilandmuseum Neusath-Perschen ist ein frei stehendes Arma-Christi-Kreuz zu sehen
- Ein weiteres Arma-Christi-Kreuz steht nordwestlich von Hainsacker bei Regensburg, östlich des Ortsteiles Baiern. Das Arma-Christi-Kreuz in Ursulapoppenricht gilt als eines der reichst ausgestatteten Kreuze in Ostbayern.
- Im Allgäu sind Arma-Christi-Kreuze häufig vertreten, beispielsweise in Fischen im Allgäu, Ortsteil Langenwang, an der B 19. Sie erreichen vielfach eine Höhe von fünf Metern. Dabei herrschen, wie in Oberschwaben, Kreuze aus Schmiedeeisen und Blech vor,  während östlicher, in Bayern und in den Alpen, Holzkreuze verbreitet sind. Die Arma-Christi-Kreuze haben immer einen Christuskorpus, keine Abdeckung, Lanze und Stab öffnen sich fächerförmig nach oben.[2]
- Im Schwarzwald finden sich vor allem Darstellungen mit einer prominenten Longinus-Figur neben der Kreuzigungsszene. Solche Kreuze werden als Longinuskreuze bezeichnet.
- Im Süden Frankreichs, Roussillon, z. B. in der Kathedrale des Klosters Ste-Eulalie-et-Ste-Julie d’Elne, ebenso in der Landschaft Queyras im Département Hautes-Alpes.
- In der Osteifel und im unteren Siegtal waren Mitte des 19. Jahrhunderts so genannte Auswandererkreuze charakteristisch, die den Korpus Christi und die Marterwerkzeuge in Reliefs darstellten.
- In Algert, Stadt Lohmar steht ein Arma-Christi-Kreuz aus der Zeit zwischen 1790 und 1800. Es wurde 1983 unter Denkmalschutz gestellt.[3][4][5]

## Beispiele

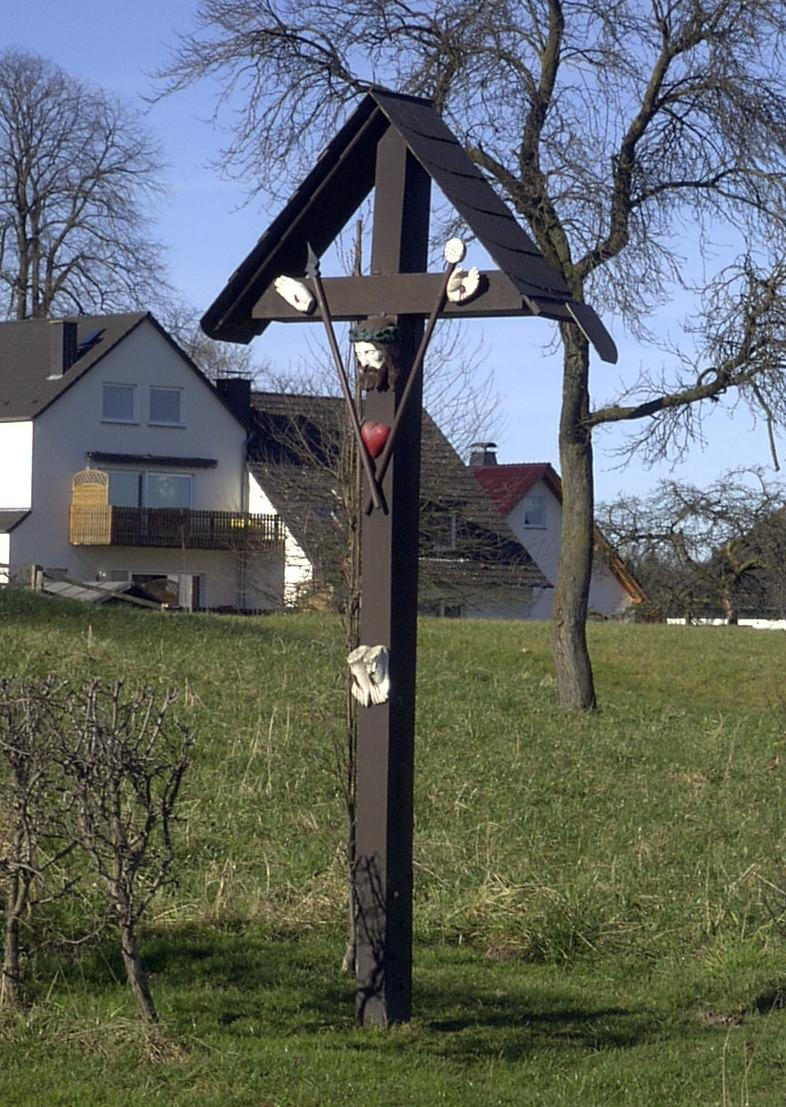
Arma-Christi-Kreuz als Wegekreuz in Voßwinkel
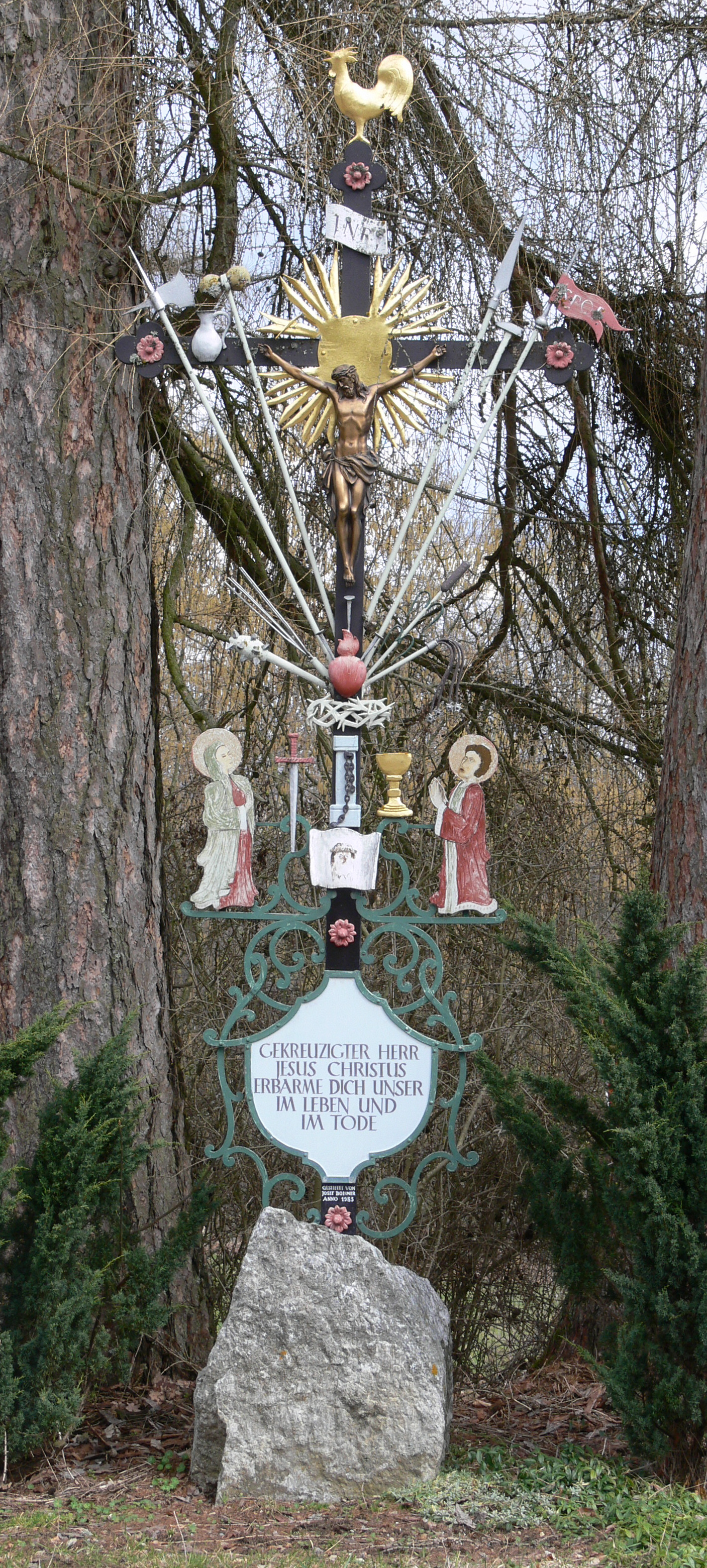
Arma-Christi-Kreuz in Otterswang
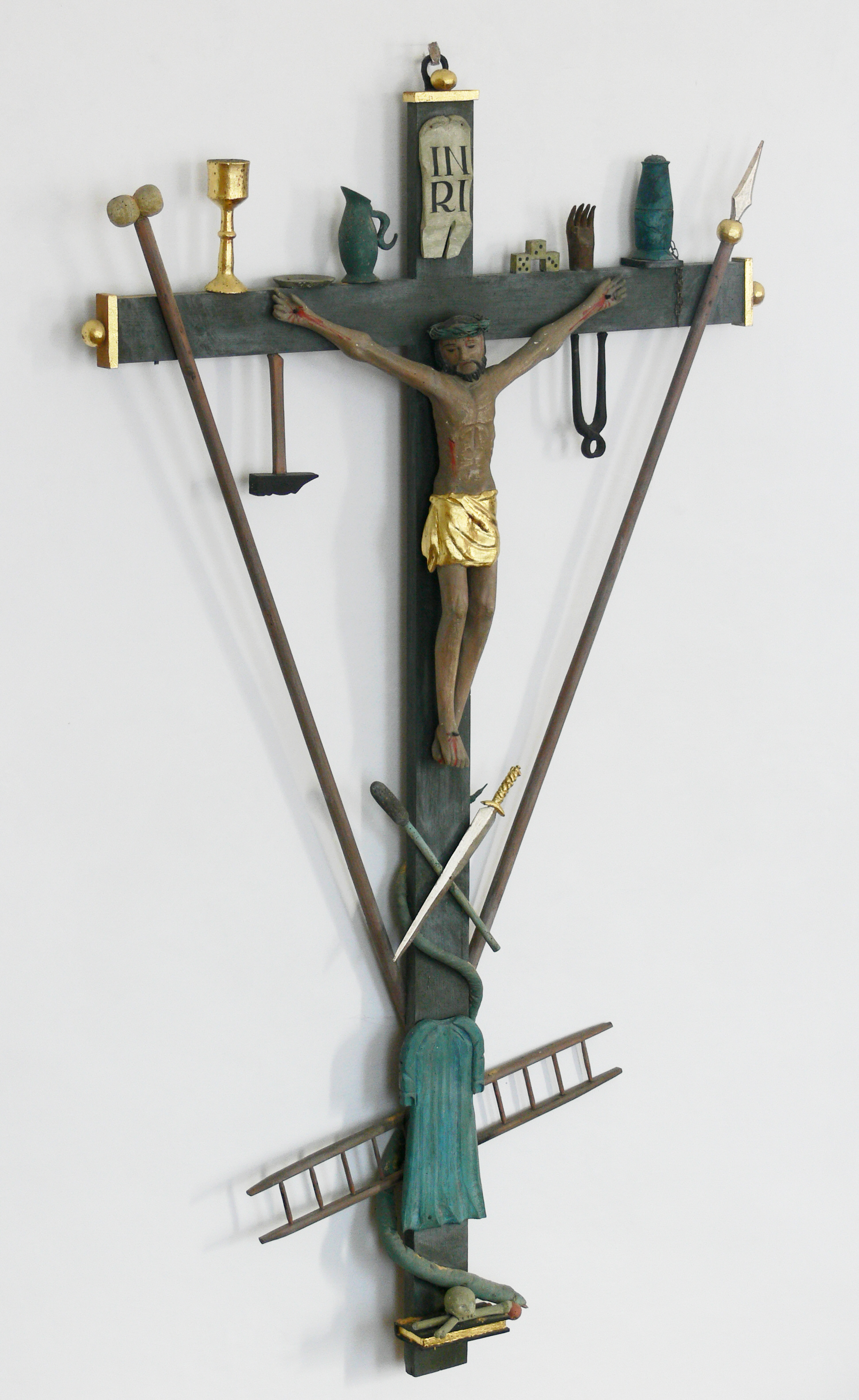
Arma-Christi-Kreuz der Kapelle St. Wendelin, Bremenried, Weiler-Simmerberg (Landkreis Lindau, Bayern)
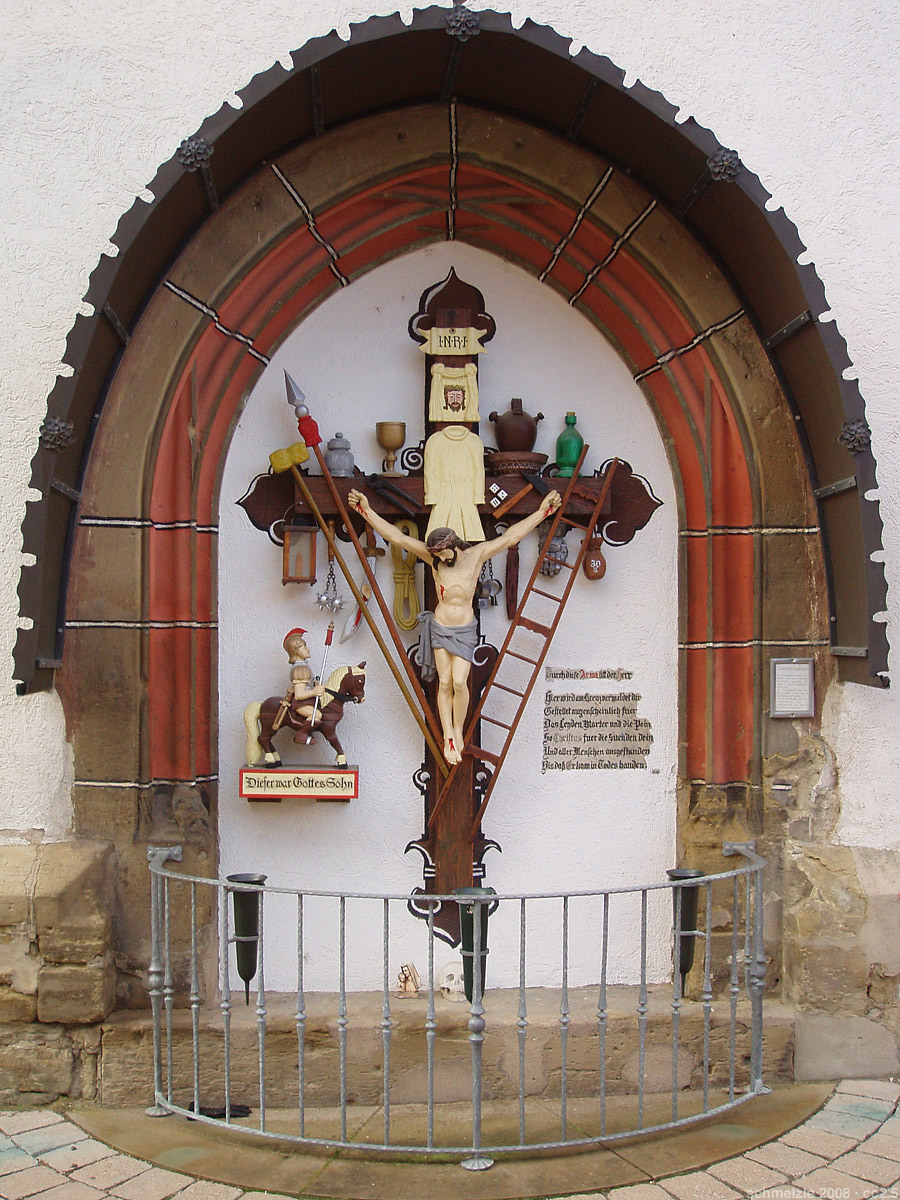
Arma-Christi-Kreuz an der Außenwand der Pfarrkirche Unserer Lieben Frau in Eppingen
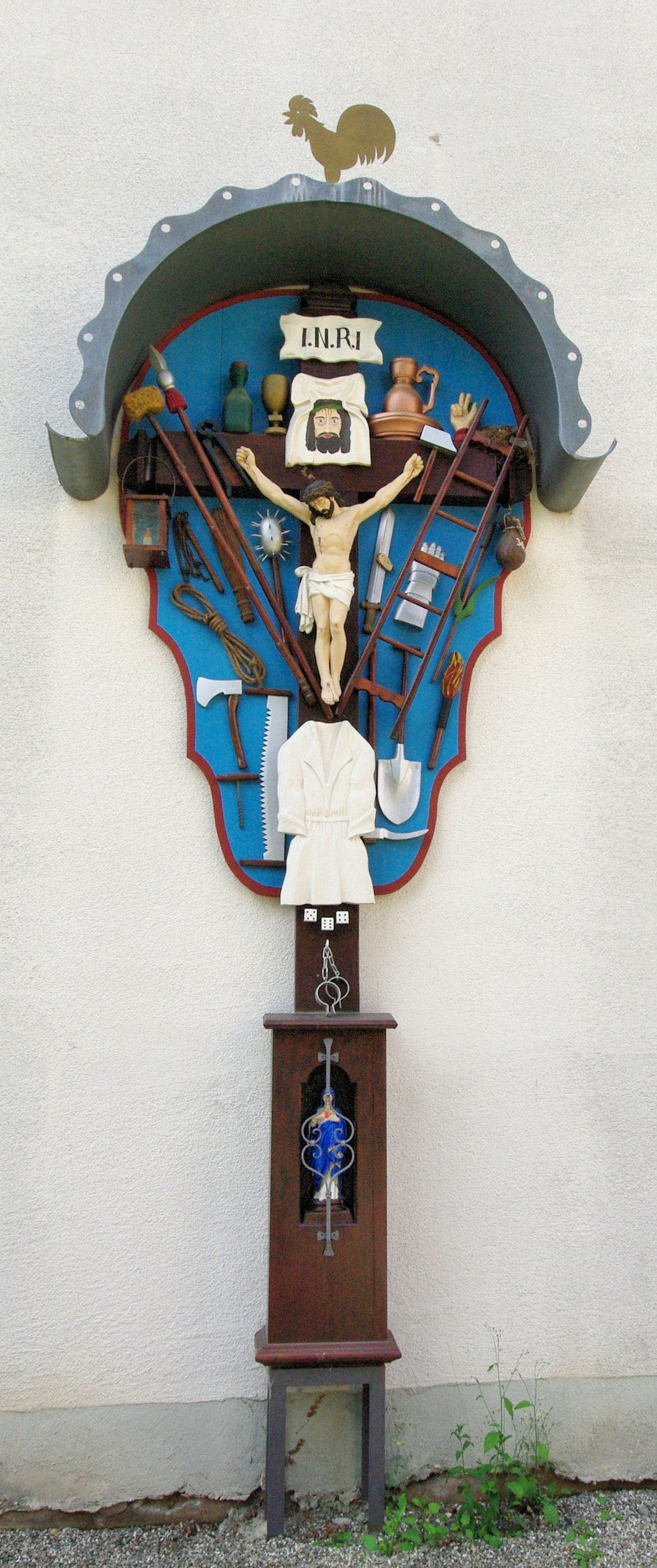
Das Arma-Christi-Kreuz auf dem Friedhof bei St. Cyriak in Freiburg Lehen
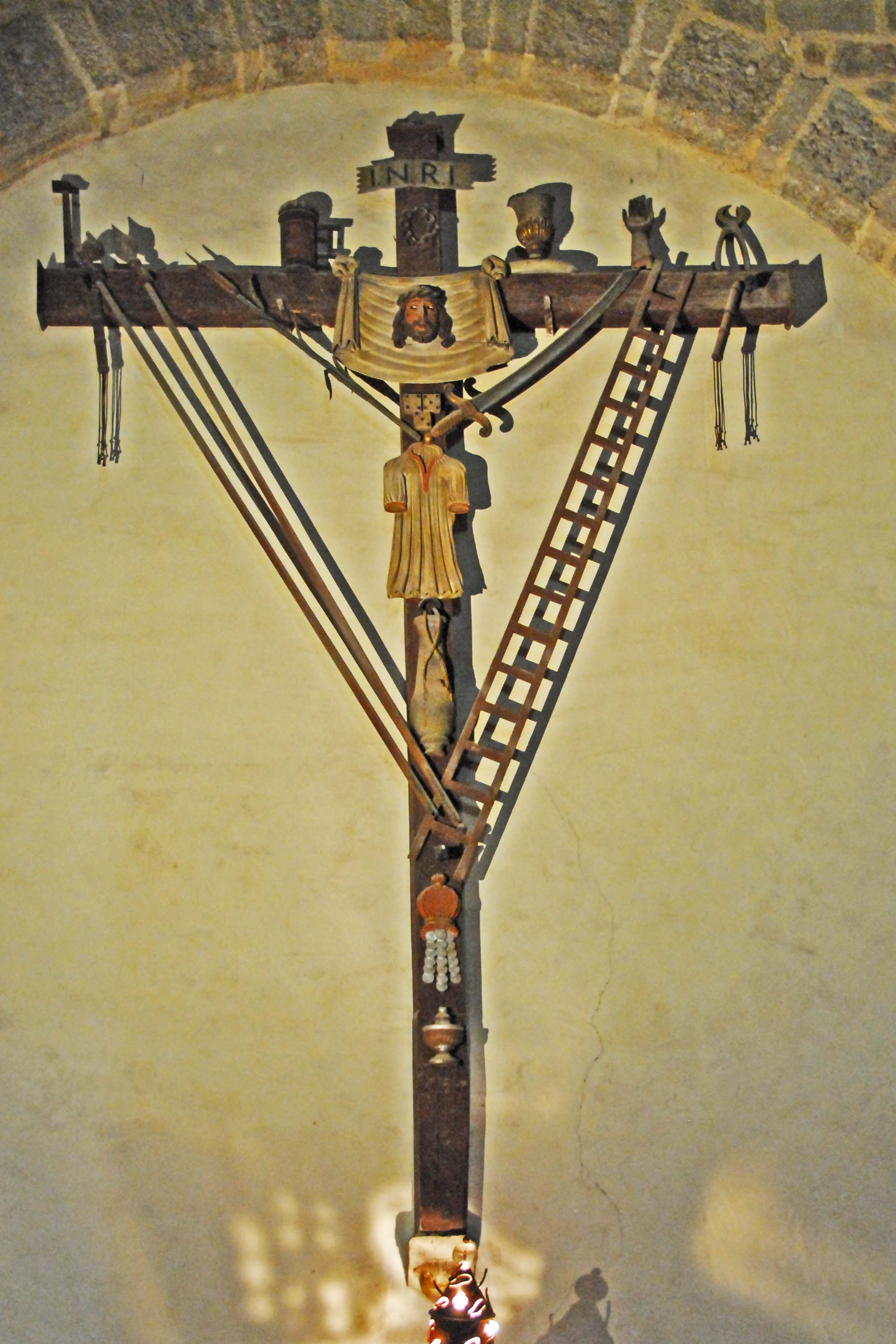
Arma-Christi-Kreuz, in der Kathedrale Ste-Eulalie-et-Ste-Julie d’Elne
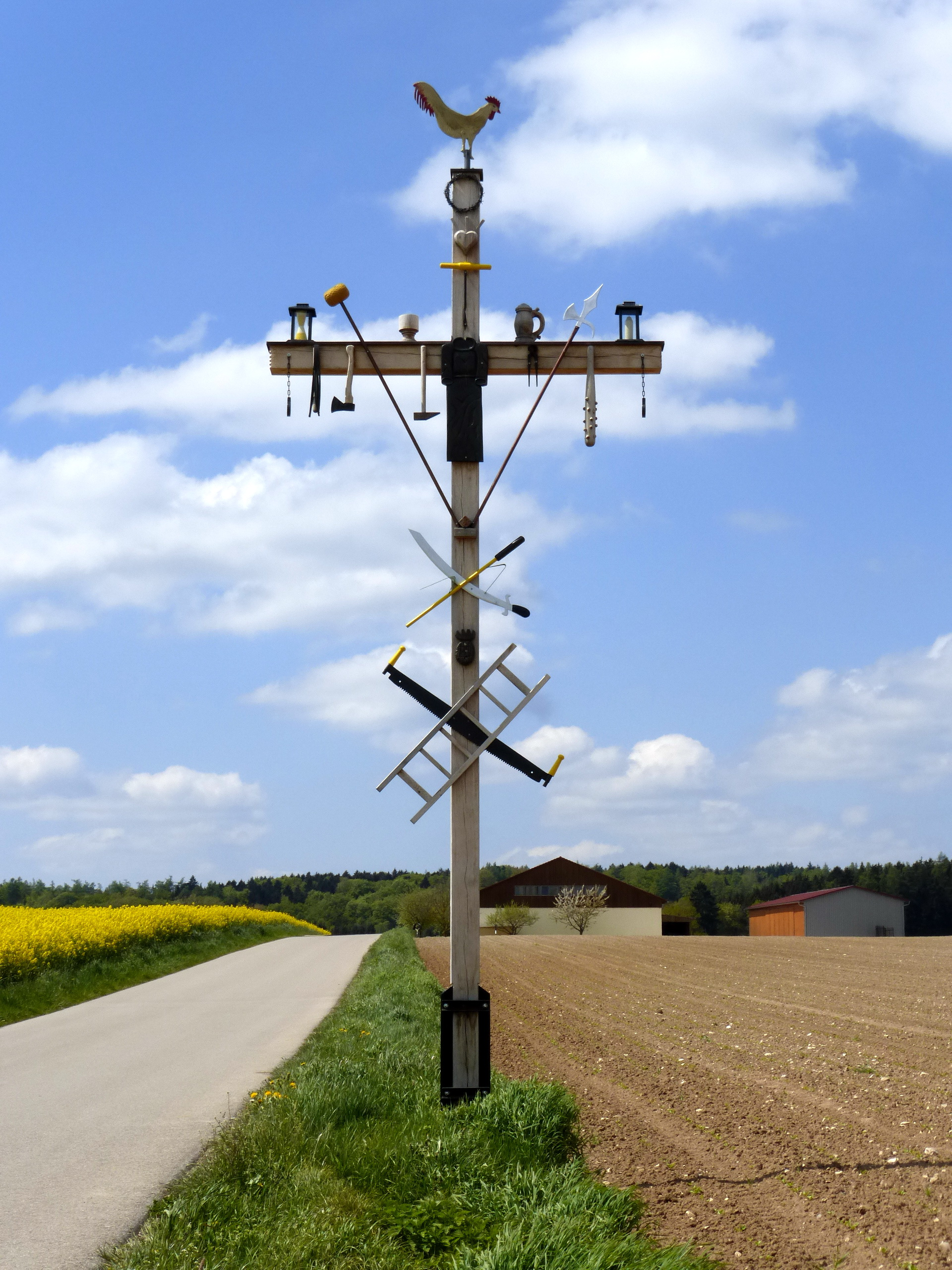
Arma-Christi-Kreuz bei Stammham (bei Ingolstadt), Ortsteil Appertshofen